# 南山站 (青海省)
南山站位于青海省海西蒙古族藏族自治州天峻县南山村，是青藏铁路的一座车站，距离西宁站333公里，于1979年启用，由青藏铁路公司营运。车站曾为五等站，承担货运业务，2014年因新关角隧道启用而关闭。